# Cantonul Valenciennes-Est
Cantonul Valenciennes-Est este un canton din arondismentul Valenciennes, departamentul Nord, regiunea Nord-Pas-de-Calais, Franța.

## Comune
- Curgies
- Estreux
- Marly
- Onnaing
- Préseau
- Quarouble
- Quiévrechain
- Rombies-et-Marchipont
- Saultain
- Sebourg (Seburg)
- Valenciennes (Valencijn) (parțial, reședință)